# Scarabaeus proboscideus
Scarabaeus proboscideus là một loài bọ cánh cứng trong họ Bọ hung (Scarabaeidae).